# Pine Point (Nowa Szkocja)
Pine Point – przylądek (point) w kanadyjskiej prowincji Nowa Szkocja, w hrabstwie Pictou (45°38′11″N, 62°39′36″W), wysunięty w rzekę East River of Pictou; nazwa urzędowo zatwierdzona 13 września 1974.